# Council of Baptist Churches in Northeast India
Das Council of Baptist Churches in Northeast India (CBCNEI, deutsch: Rat der Baptistenkirchen in Nordost-Indien) ist eine der größten baptistischen Kirchen in Indien. Es wurde 1950 gegründet. Das Council ist Mitglied im Weltrat der Kirchen, im National Council of Churches in India und in der Asia Pacific Baptist Federation. Dem Baptistischen Weltbund gehören die meisten der Mitgliedsbünde an.
Die Zentrale des Council ist in Guwahati in Assam. Seine Mitglieder sind Arunachal Baptist Church Council, Assam Baptist Convention, Garo Baptist Convention (die sich auch über Bangladesch erstreckt), Karbi Anglong Baptist Convention, Manipur Baptist Convention und Nagaland Baptist Church Council. Die größten davon sind die Nagaland Baptist Church Council und Manipur Baptist Convention. Der CBCNEI hat mehr als 1000 Kirchen und zwischen 600.000 und 1,2 Millionen individuelle Mitglieder.